# Lieselotte Plangger-Popp
Lieselotte Plangger-Popp (* 31. Mai 1913 auf Gut Karlsfelde, Kreis Oletzko, Ostpreußen als Lieselotte Popp; † 19. Dezember 2002 in Meran, Südtirol) war eine deutsche Grafikerin.

## Leben
Lieslotte Popp zog 1922 mit der Familie nach Königsberg, wo sie am Hufen-Oberlyzeum ihr Abitur ablegte und von 1933 bis 1936 die Fachklasse für Gebrauchsgraphik an der Meisterschule des Deutschen Handwerks absolvierte. Anschließend war sie zwei Jahre lang im Atelier des Königsberger Verlags Gräfe und Unzer tätig. Ab 1938 arbeitete sie in einem graphischen Betrieb in Hannover und erlernte gleichzeitig bei Karl Dröge die Technik des Holzschnittes. Im Jahr 1943 wurde ihr Holzschnitt „Am Kurischen Haff“ in der jährlich stattfindenden Münchner NS-Schau Große Deutsche Kunstausstellung gezeigt. Von 1939 bis 1945 war sie Werkstattleiterin der Wagner’schen Universitätsdruckerei in Innsbruck. Für das nationalsozialistische Bozner Tagblatt steuerte sie Illustrationen bei.
1946 wurde sie als Reichsdeutsche aus Österreich ausgewiesen. Sie studierte von 1946 bis 1949 an der Akademie der bildenden Künste München in der Graphikklasse von Adolf Schinnerer, zu ihren weiteren Lehrern zählten Willi Geiger und Adolf Thiermann. Danach war sie als freischaffende Künstlerin in Haimhausen bei München tätig. 1954 heiratete sie den Südtiroler Bildhauer Hans Plangger und lebte dann mit ihm in Bozen. 1983 zog sie, inzwischen verwitwet, nach Meran.
Plangger-Popp war Mitglied des Südtiroler Künstlerbundes und schuf Illustrationen unter anderem für den Bozner Hauskalender und den Schlern, insbesondere aber Buchillustrationen, vor allem für Werke von Agnes Miegel und für Südtiroler Gedichtbände, Sagen- und Märchensammlungen. Ihre bevorzugten Techniken waren Holz- und Linolschnitte, Holzstiche, Lithographien und Rohrfederzeichnungen.
Sie ist auf dem Friedhof von Haimhausen beerdigt.

## Auszeichnungen
- Kulturpreis der Landsmannschaft Ostpreußen, 1982
- Ehrenbürgerin von Haimhausen, 1982

## Veröffentlichungen
- (mit Josefine Mayr): Ein Jahrweiser. Bozen, Bozner Verlag 1944.[3]